# Górowski
Górowski là một huyện thuộc tỉnh Dolnośląskie của Ba Lan. Huyện có diện tích 738 km². Đến ngày 1 tháng 1 năm 2011, dân số của huyện là 36256 người và mật độ 49 người/km².